# Mistrzostwa Ameryki Południowej w Piłce Siatkowej Kobiet 1956
II Mistrzostwa Ameryki Południowej w piłce siatkowej kobiet odbyły się w 1956 roku w Montevideo w Urugwaju. W mistrzostwach wystartowały 4 reprezentacje. Mistrzem została po raz drugi reprezentacja Brazylii.

## Klasyfikacja końcowa
| Miejsce | Reprezentacja |
| ------- | ------------- |
|         | Brazylia      |
|         | Urugwaj       |
|         | Peru          |
| 4.      | Paragwaj      |